# Sina Frei
Sina Frei, née le 18 juillet 1997 à Männedorf, est une coureuse cycliste suisse. Spécialiste de VTT cross-country, elle est notamment triple championne du monde du relais mixte et double championne du monde de cross-country espoirs.

## Biographie
Sina Frei a commencé sa carrière sportive en pratiquant le ballet et la gymnastique, puis plus tard le football, jusqu'à ce qu'elle soit amenée au cyclisme par son père à l'âge de douze ans. 
En 2013, elle remporte ses premiers titres nationaux chez les jeunes en VTT, en cyclo-cross et sur route. De 2014 à 2016, elle est championne de Suisse de cyclo-cross chez les élites trois fois de suite. En 2014 et 2015, elle est championne de Suisse sur route juniors. En 2014, elle est sélectionnée aux championnats du monde sur route dans la course des juniors et termine onzième. Lors de la course par étapes tchèque Gracia Orlová, elle remporte le classement de montagne en 2018.
Cependant, sa discipline de prédilection reste le VTT cross-country. En 2015, elle devient championne d'Europe du cross-country juniors. De 2016 à 2019, elle est quatre fois de suite Championne d'Europe du cross-country espoirs. En 2017 et 2019, elle remporte le titre de championne du monde de cross-country espoirs. De plus, elle est trois fois de suite championne du monde du relais mixte avec l'équipe suisse entre 2017 à 2019.

## Palmarès en VTT cross-country

### Jeux olympiques
- Tokyo 2020
  -  Médaillée d'argent du cross-country
- Paris 2024[2]
  - 21e

### Championnats du monde
- Lillehammer-Hafjell 2014
  -  Médaillée de bronze du cross-country juniors
- Nové Město 2016
  -  Médaillée d'argent du cross-country espoirs
  -  Médaillée de bronze du relais mixte
- Cairns 2017
  -  Championne du monde de cross-country espoirs
  -  Championne du monde du relais mixte
- Lenzerheide 2018
  -  Championne du monde du relais mixte
  -  Médaillée d'argent du cross-country espoirs
- Mont Saint-Anne 2019
  -  Championne du monde de cross-country espoirs
  -  Championne du monde du relais mixte
- Leogang 2020
  -  Médaillée de bronze du relais mixte
- Val di Sole 2021
  -  Championne du monde de cross-country short track
  -  Médaillée de bronze du cross-country
- Snowshoe 2024
  -  Médaillée d'argent du cross-country marathon

### Coupe du monde
- Coupe du monde de cross-country espoirs (2)
  - 2016 : 1re du classement général, vainqueur de cinq manches
  - 2017 : 2e du classement général, vainqueur d'une manche
  - 2018 : 1re du classement général, vainqueur de six manches

- Coupe du monde de cross-country 
  - 2019 : 7e du classement général
  - 2021 : 5e du classement général
  - 2022 : 16e du classement général
  - 2023 : 13e du classement général
  - 2024 : 7e du classement général

- Coupe du monde de cross-country short track
  - 2022 : 16e du classement général
  - 2023 : 12e du classement général
  - 2024 : 4e du classement général, vainqueur de deux manches

### Championnats d'Europe
- Saint-Wendel 2014
  -  Médaillée de bronze du cross-country juniors
- Chies d'Alpago 2015
  -  Championne d'Europe du cross-country juniors
- Huskvarna 2016
  -  Championne d'Europe du cross-country espoirs
- Darfo Boario Terme 2017 
  -  Championne d'Europe du cross-country espoirs
- Graz-Stattegg 2018
  -  Championne d'Europe du cross-country espoirs
  -  Médaillée d'argent du relais mixte
- Brno 2019
  -  Championne d'Europe du relais mixte (avec Joel Roth, Dario Lillo, Ramona Forchini et Andri Frischknecht)
  -  Championne d'Europe du cross-country espoirs
- Munich 2022
  - 7e du cross-country
- Krynica-Zdrój 2023
  -  Médaillée de bronze du cross-country

### Championnats de Suisse
- Championne de Suisse de cross-country cadettes : 2013
- Championne de Suisse de cross-country espoirs : 2016, 2017 et 2019

## Palmarès en cyclo-cross
- 2011-2012
  - 2e du championnat de Suisse de cyclo-cross juniors
- 2012-2013
  -  Championne de Suisse de cyclo-cross cadettes
- 2013-2014
  -  Championne de Suisse de cyclo-cross
  - Flückiger Cross Madiswil, Madiswil
  - Internationales Radquer Dagmersellen, Dagmersellen
- 2014-2015
  -  Championne de Suisse de cyclo-cross
  - EKZ Tour #3, Hittnau
  - Radquer Bussnang
- 2015-2016
  -  Championne de Suisse de cyclo-cross
  - 4e du championnat du monde de cyclo-cross espoirs
- 2017-2018
  - Internationales Radquer Dagmersellen, Dagmersellen

## Palmarès sur route
- 2013
  -  Championne de Suisse sur route cadettes
- 2014
  -  Championne de Suisse sur route juniors
- 2015
  -  Championne de Suisse sur route juniors
- 2017
  - 3e du Tour du Trentin
- 2018
  - 2e du championnat de Suisse sur route
- 2022
  - 2e du championnat de Suisse sur route
- 2023
  - 3e du Trofeo Ponente in Rosa

## Palmarès en gravel
- 2022
  -  Médaillée d'argent du championnat du monde de gravel
- 2024
  -  Championne d'Europe de gravel

## Récompenses
- Meilleure espoir suisse de l'année : 2016 et 2017
- Cycliste suisse de l'année : 2021